# Glaphyrus onopordi
Glaphyrus onopordi är en skalbaggsart som beskrevs av Edmund Reitter 1903. Glaphyrus onopordi ingår i släktet Glaphyrus och familjen Glaphyridae. Inga underarter finns listade i Catalogue of Life.